# Nuuksion Pitkäjärvi
Nuuksion Pitkäjärvi, švédsky Noux Långträsk nebo finsky také Nuuksionjärvi a Pitkäjärvi, je jezero v provincii Uusimaa v jižním Finsku. Nachází se mezi obcemi Nuuksio a Siikajärvi patřících do části Vanha-Espoo města Espoo. Hladina jezera se nachází ve výšce cca 27 m n. m.

## Další informace
Nuuksion Pitkäjärvi je druhé největší jezero v Espoo a má skalnaté břehy a je úzké (nejmenší šířka je cca 100 m). Vodstvo jezera patří do povodí řeky Brobackanjoki (přítok řeky Mankinjoki, úmoří Baltského moře). Některé severní části jezera patří do Národního parku Nuuksio. Na západním břehu jezera jsou nad hladinou vidět pravěké skalní malby Jäniskallion kalliomaalaus. Největšími sídly na břehu jezera jsou Brobacka, Solvalla, Solvik a Vanha-Nuuksio. Osídlení je největší ve východní a jižní části jezera. V Solvalla se nachází Finské přírodní centrum Haltia (Suomen luontokeskus Haltia) a také jediná oficiální pláž jezera. V okolí jezera jsou turistické trasy, cyklotrasy a jezero využívají také vodáci.

## Galerie

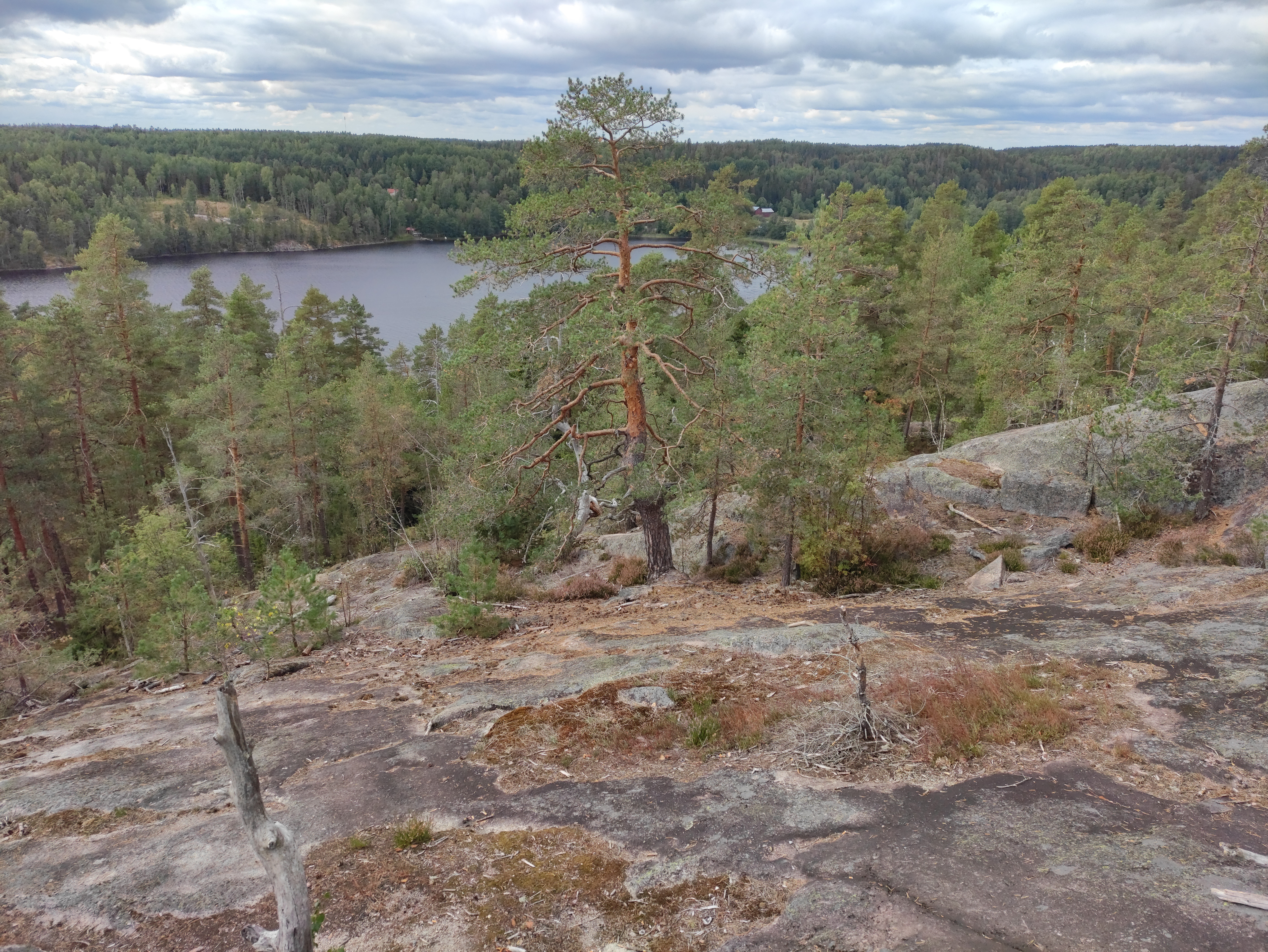
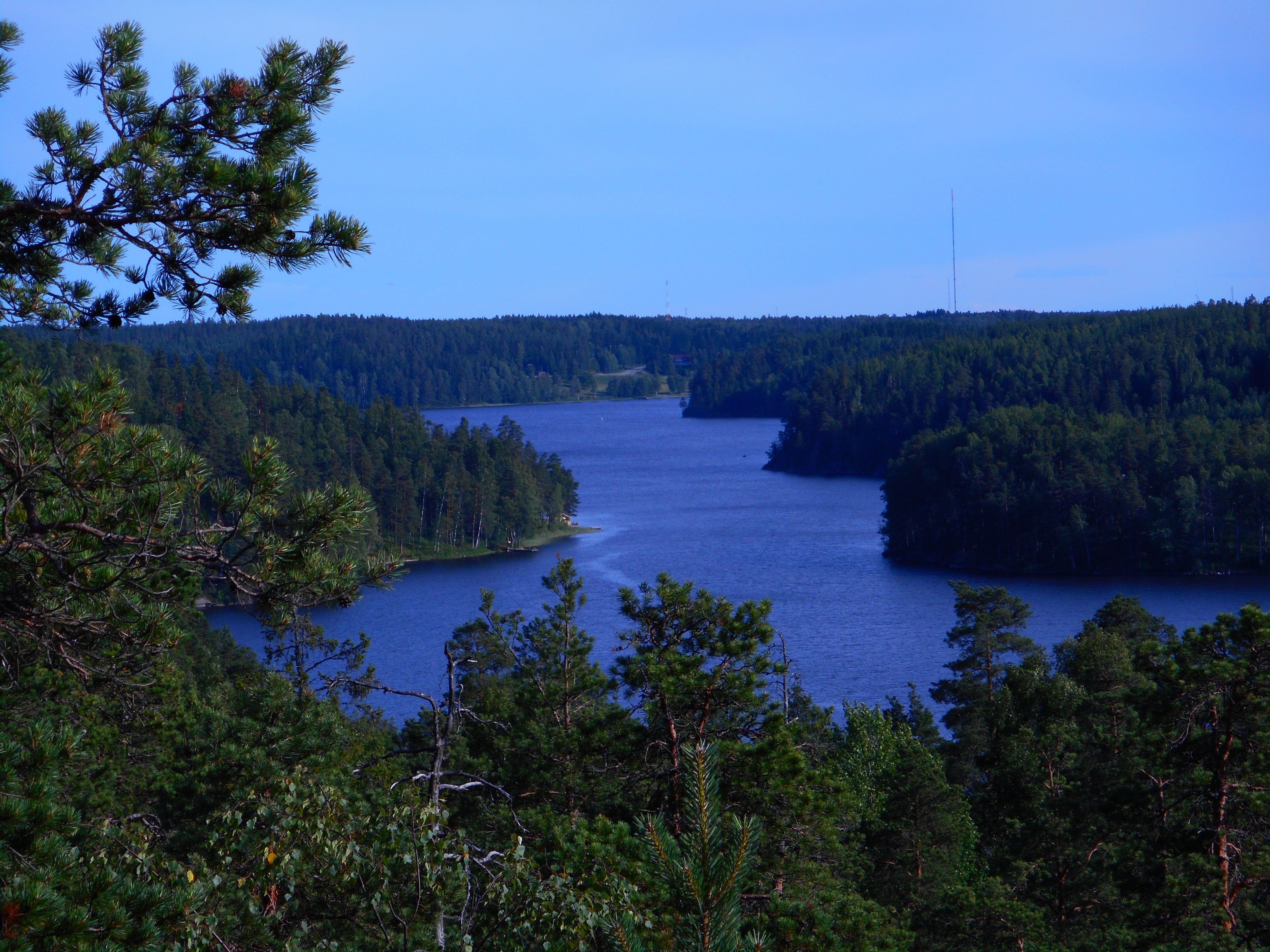
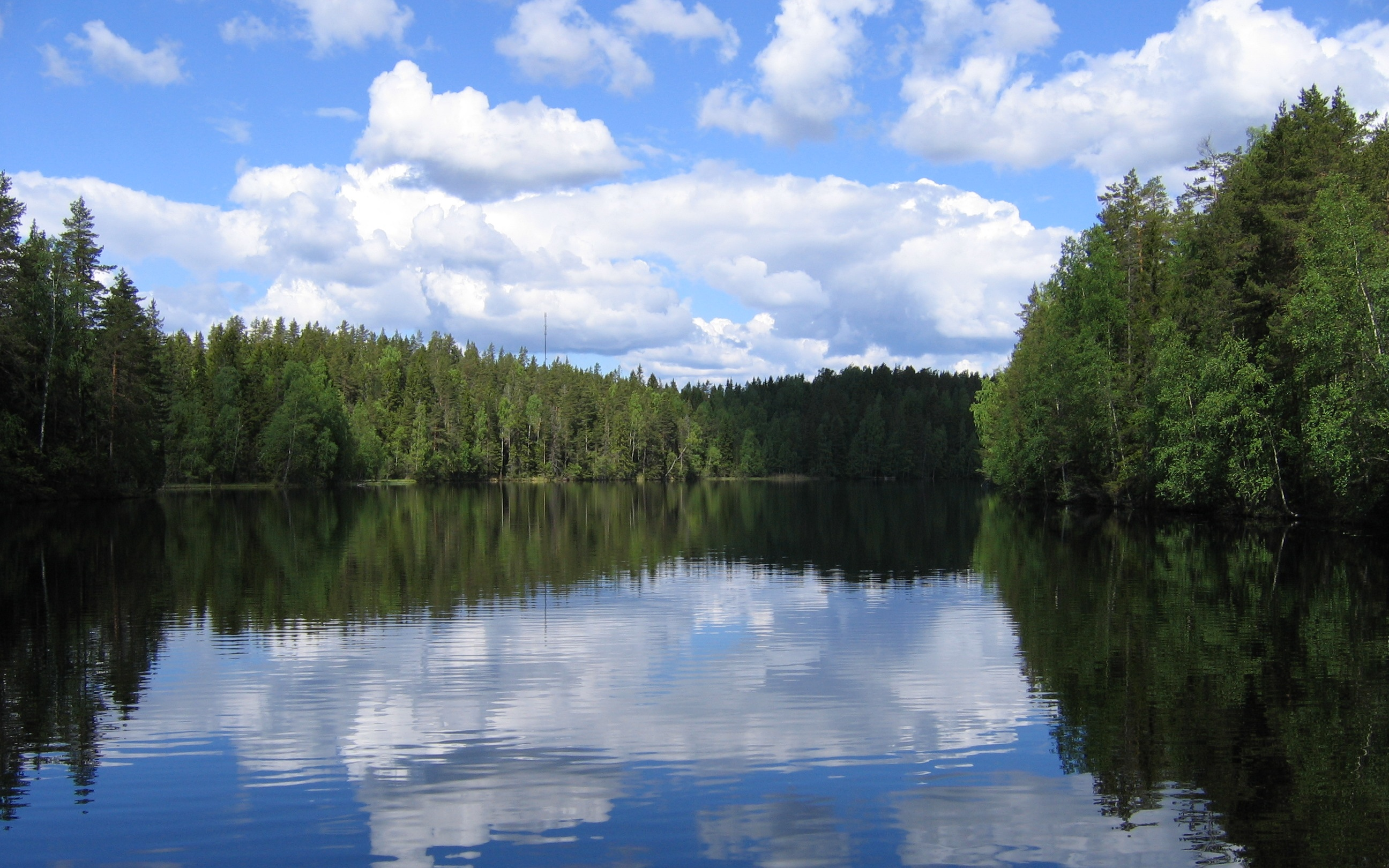
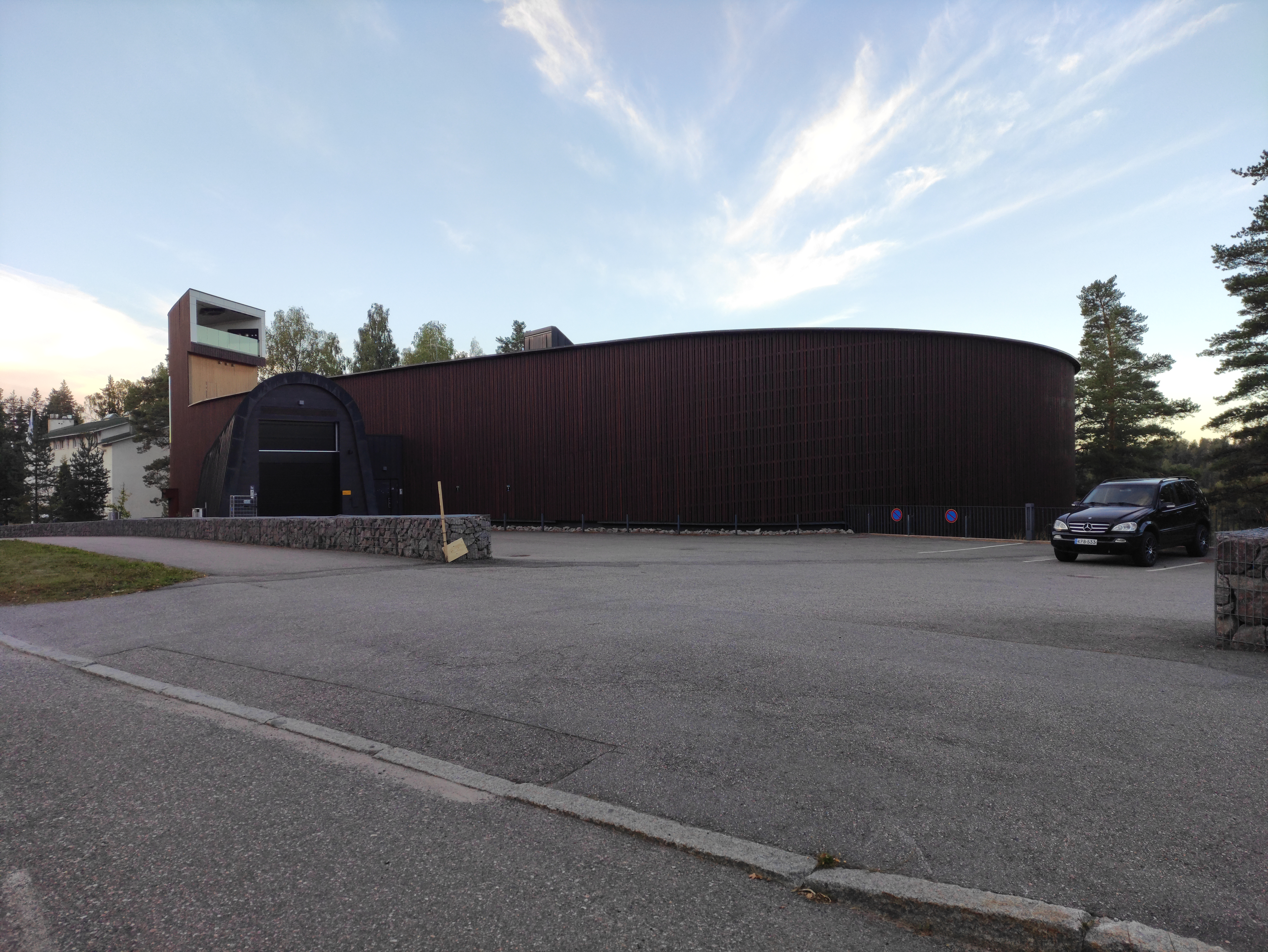